# Hôtel de Savoie

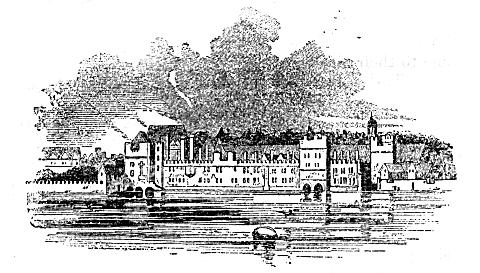
L'hôtel de Savoie.

Il existe aussi un Hôtel de Savoie à Paris, Rue des Grands-Augustins, qui abrita le théâtre du « Grenier des Augustins » et plus tard l'atelier de Pablo Picasso.
L'hôtel de Savoie, construit vers 1250 par Pierre de Savoie, est une des résidences les plus prestigieuses de Londres au XIIIe siècle et au XIVe siècle. Il est détruit lors de la révolte des paysans de 1381 en tant que résidence du duc de Lancastre Jean de Gand. 
Son site est aujourd'hui occupé par le départ du pont de Waterloo au nord de la Tamise, par le Savoy Theatre et par l'hôtel Savoy.

## Histoire

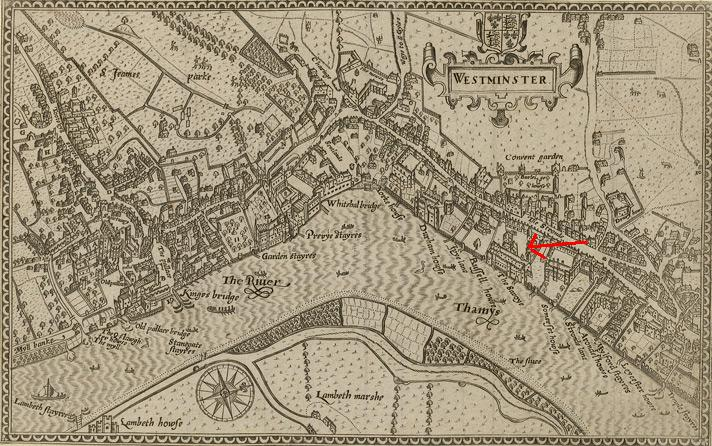
Localisation sur une carte du XVIe siècle.

Au Moyen Âge, le Strand, situé entre la Cité de Londres et le village de Charing, est le quartier le plus recherché par la noblesse anglaise. En effet, il permet d'accéder à la Tamise, axe de communication primordial, tout en étant un peu à l'écart des nuisances de la Cité et de ses risques d'incendie.

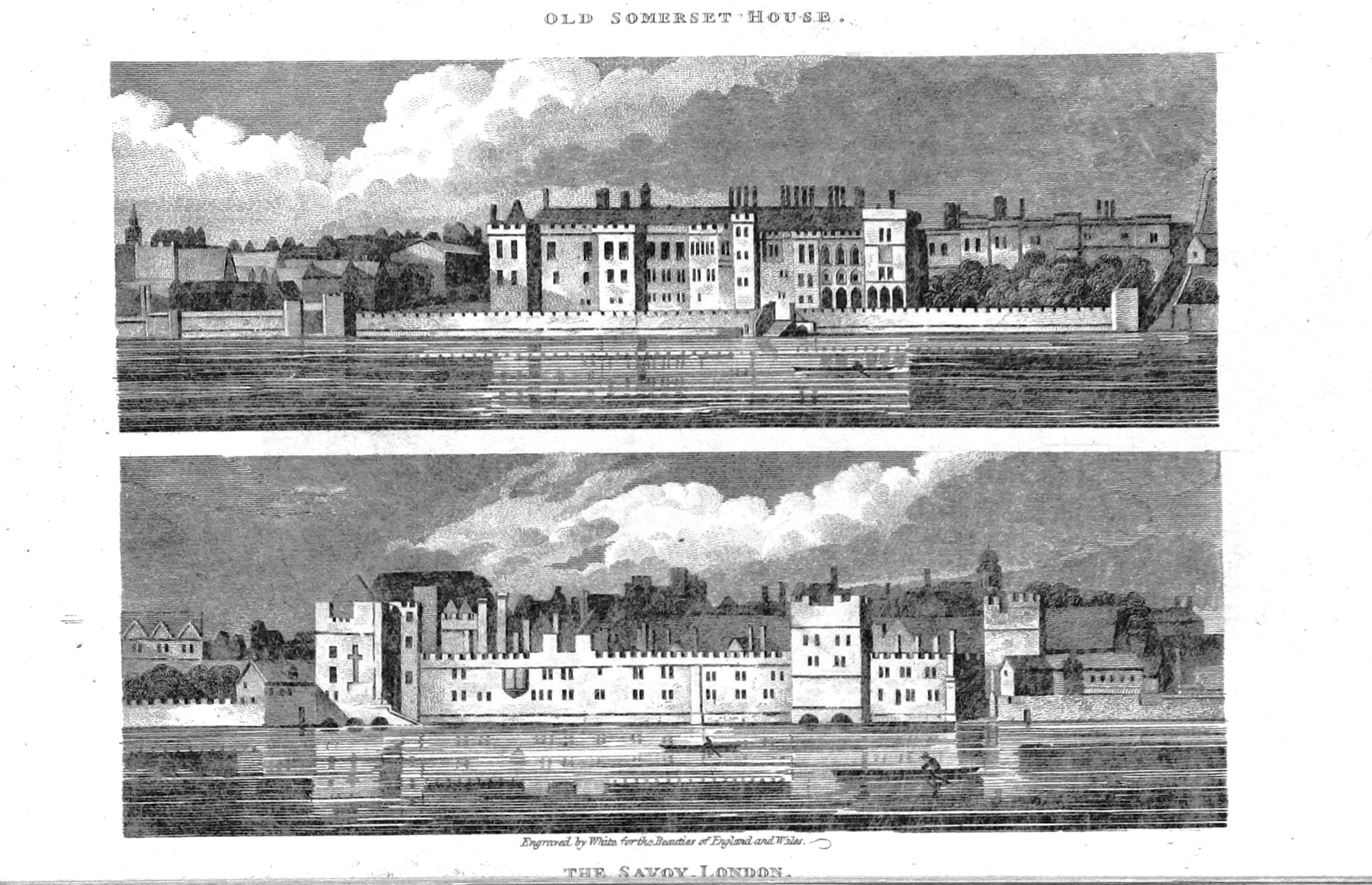
Lithographie de lHôtel de Savoie dans un ouvrage de 1820.

### Construction par Pierre de Savoie
Le 12 février 1246, le roi d’Angleterre Henri III fait don de terres de ce quartier à Pierre de Savoie (1203-1268), oncle de son épouse, la reine Éléonore,,.
Pierre y fait construire un hôtel particulier. 
Par un testament de 1264, confirmé en mai 1268, Pierre, devenu comte de Savoie en 1263, lègue son palais de Londres à la congrégation du Grand-Saint-Bernard.

### Après Pierre de Savoie
La demeure accueille ensuite Edmond de Lancastre, puis ses successeurs les ducs de Lancastre. 
Après sa capture à la bataille de Poitiers (1356), le roi de France Jean le Bon, d'abord prisonnier à Bordeaux, est transféré à Londres en avril 1357 et d'abord hébergé à l'hôtel de Savoie. Par la suite, il bénéficie de résidences moins prestigieuses, notamment la tour de Londres en 1360. Rentré en France en 1360, il revient en Angleterre en 1363 et réside dans l'hôtel jusqu'à sa mort en 1364.
À la fin du siècle, c'est la résidence de Jean de Gand, duc de Lancastre, régent et oncle du roi Richard II. L'hôtel de Savoie est alors le palais le plus prestigieux d'Angleterre.

### Destruction (juin 1381)
Il est détruit le 13 juin 1381 par les de la paysans révoltés, qui reprochent à Jean de Gand l'introduction de nouveaux impôts. 
Le palais est saccagé et ce qui n'est pas pillé est jeté dans la Tamise.

### Destin ultérieur du site
Un hospice (de Savoy) a été érigé en lieu et place du palais entre 1512 et 1517.  
Le pont de Waterloo, construit de 1811 à 1817 sous le nom de Strand Bridge, mais inauguré sous son nom actuel célébrant la victoire de Waterloo (1815), commence (au nord du fleuve) à l'endroit où se trouvait le palais. 
La chapelle de Savoy est le seul bâtiment encore debout après la destruction de l'hospice de Savoy à la fin du XIXe siècle.  
Plus tard, sont construits à proximité, le Savoy Theatre, ouvert en 1881,  et l'hôtel Savoy, en 1889.